# Sergenterie de Thorigny
La sergenterie de Thorigny est une ancienne circonscription administrative de la Manche.
Elle faisait partie en 1612/1636 et 1677 de l'élection de Bayeux et comprenait 51 paroisses (dont 20 appartenaient à l'actuel département du Calvados. En 1713 et 1735, la sergenterie de Thorigny se trouvait divisée entre l'élection de Saint-Lô (35 paroisses) et l'élection de Bayeux (16 paroisses). Elle faisait partie de la généralité de Caen.

## Compositions

### Communes ou anciennes paroisses de la Manche (31 paroisses)

#### Intégré à l'élection de Saint-Lôen1713et1735
1. Bérigny
2. Beuvrigny
3. Biéville
4. Brectouville
5. La Chapelle-du-Fest, ancienne paroisse puis commune, aujourd'hui rattachée à Saint-Amand
6. La Chapelle-Heuzebrocq, ancienne paroisse puis commune, aujourd'hui rattachée à Beuvrigny
7. Condé-sur-Vire
8. Domjean
9. Fourneaux
10. Giéville
11. Guilberville
12. Lamberville
13. Notre-Dame-de-Torigni
14. Précorbin
15. Rouxeville
16. Saint-Amand
17. Saint-Évremond-de-Semilly
18. Saint-Georges-d'Elle
19. Saint-Germain-d'Elle
20. Saint-Jean-des-Baisants
21. Saint-Laurent-de-Torigni
22. Saint-Louet
23. Saint-Pierre-de-Semilly
24. Saint-Quentin-d'Elle, ancienne paroisse puis commune, aujourd'hui rattachée à Bérigny
25. Saint-Symphorien, ancienne paroisse puis commune, aujourd'hui rattachée à Saint-Amand
26. Sainte-Suzanne

#### Intégré à l'élection de Bayeuxen1713et1735
1. Montaigu, ancienne paroisse puis commune, aujourd'hui Placy-Montaigu
2. Montrabot
3. Le Perron
4. Placy, ancienne paroisse puis commune, aujourd'hui Placy-Montaigu
5. Vidouville

### Communes ou anciennes paroisses du Calvados (20 paroisses)

#### Intégré à l'élection de Saint-Lôen1713et1735
1. Bures
2. Campeaux
3. Cormolain
4. Dampierre
5. La Lande-sur-Drôme
6. Malloué
7. Pleines-Œuvres
8. Sallen
9. La Vacquerie

#### Intégré à l'élection de Bayeuxen1713et1735
1. La Ferrière-au-Doyen
2. La Ferrière-Harang
3. Le Fresne
4. Litteau
5. Les Loges
6. Mont-Bertrand
7. Saint-Jean-des-Essartiers
8. Saint-Martin-de-Caumont, aujourd'hui Caumont-l'Éventé
9. Saint-Martin-des-Besaces
10. Saint-Ouen-des-Besaces
11. Sept-Vents